# Folkston
La ville de Folkston est le siège du comté de Charlton, dans l’État de Géorgie, aux États-Unis. Sa population s’élevait à 2 502 habitants lors du recensement de 2010, estimée à 4 675 habitants en 2017. Folkston se trouve à la frontière avec la Floride.

## Histoire
Folkston a été fondée le 19 août 1911.

## Démographie
| 1900 | 1910 | 1920 | 1930 | 1940  | 1950  |
| ---- | ---- | ---- | ---- | ----- | ----- |
| 167  | 355  | 397  | 506  | 1 024 | 1 515 |

| 1960  | 1970  | 1980  | 1990  | 2000  | 2010  |
| ----- | ----- | ----- | ----- | ----- | ----- |
| 1 810 | 2 112 | 2 243 | 2 285 | 2 178 | 2 502 |

## Source
- (en) Cet article est partiellement ou en totalité issu de l’article de Wikipédia en anglais intitulé « Folkston, Georgia » (voir la liste des auteurs).